# Propoziție predicativă
Propoziția predicativă constituie în frază o realizare propozițională a numelui predicativ.
Propoziția predicativă răspunde la întrebările: ce?, cum?, ce fel de?.
Verbele care cer predicative:
- a deveni
- a se naște
- a fi
- a se alege
- a ajunge
- a se constitui
- a ieși
- a se numi
- a rămâne
- a se chema
- a părea
- a se face
- a respecta
- a însemna
- a forma

## Exemple
- Premiantul poate fi oricine va munci.
- Problema era cine învață.
- Întrebarea este pe cine să chem.
- Chestiunea a fost cui să-i scriu.
- Tema discuției era al cui copil e cel mai bun.
- El a rămas cum îl știam.
- Ea a ajuns să fie premiantă

### Elemente introductive
Propoziții predicative introduse prin:
- conjuncții subordonatoare:

- Ideea este să nu mai faci asta vreodată.
- Totul e să vrei să facem treabă.
- Problema este că nu vrea să scrie.

- locuțiuni conjuncționale subordonatoare:

- Ești ca și cum ți-am cerut eu să faci ceva.
- Trebuie să fii ca și când ai pornit cu a doua șansă.

- pronume sau adjective pronominale relative:

- Era ceea ce se putea numi o capcană.
- Am ajuns cine îmi doream să ajung.
- Funcția ta este ce nu-ți poți imagina.

- pronume nehotărâte:

- El este oricine vrea el să fie.
- Ordinul său era orice se dicta din centrul de comandă.

- adverbe relative:

- Problema o fi cum o fi, dar totul e să fugi.

## Contragere
Acest tip de propoziție, similar altor subordonate, poate fi contras la partea de propoziție corespunzătoare.
Exemplu: Dorința mamei a fost ca toți să fim acasă de sărbători. =》Dorința mamei era aceeași.

## Coordonare cu partea de propoziție corespunzătoare
Se poate întâmpla ca o propoziție predicativă să apară împreună cu partea de propoziție corespunzătoare în alcătuirea unui nume predicativ multiplu realizat prin coordonare cu și, sau.
- Elevii cu note slabe sunt neatenți la lecții SAU nu depun suficient efort mental pentru ințelegere.